# Long View
Long View és una població dels Estats Units a l'estat de Carolina del Nord. Segons el cens del 2000 tenia 4.722 habitants.

## Demografia
Segons el cens del 2000, Long View tenia 4.722 habitants, 2.028 habitatges i 1.269 famílies. La densitat de població era de 516,5 habitants per km².
Dels 2.028 habitatges en un 24,5% hi vivien nens de menys de 18 anys, en un 45,5% hi vivien parelles casades, en un 13,1% dones solteres, i en un 37,4% no eren unitats familiars. En el 31,7% dels habitatges hi vivien persones soles el 15,2% de les quals corresponia a persones de 65 anys o més que vivien soles. El nombre mitjà de persones vivint en cada habitatge era de 2,33 i el nombre mitjà de persones que vivien en cada família era de 2,89.
Per edats la població es repartia de la següent manera: un 22,5% tenia menys de 18 anys, un 8,5% entre 18 i 24, un 28,5% entre 25 i 44, un 22,9% de 45 a 60 i un 17,6% 65 anys o més.
L'edat mediana era de 38 anys. Per cada 100 dones de 18 o més anys hi havia 88,3 homes.
La renda mediana per habitatge era de 33.491 $ i la renda mediana per família de 40.175 $. Els homes tenien una renda mediana de 28.333 $ mentre que les dones 23.272 $. La renda per capita de la població era de 16.801 $. Entorn de l'11,8% de les famílies i el 15,3% de la població estaven per davall del llindar de pobresa.

## Poblacions més properes
El següent diagrama mostra les poblacions més properes.